# Kidō Senshi Gundam 00
Mobile Suit Gundam 00 (jap. 機動戦士ガンダム00 Kidō Senshi Gandamu Daburu-ō; lub Gundam 00) – japoński serial anime stworzony przez studio Sunrise, jest jedenastą serią z uniwersum Gundam, rozpoczętego w 1979. Gundam 00 jako pierwsza z serii używa współczesnego kalendarza gregoriańskiego; akcja anime rozpoczyna się w 2307 roku. Pierwszy sezon (25 odcinków) emitowano od 6 października 2007 do 29 marca 2008. Drugi sezon (kolejne 25 odcinków) emitowano od 5 października 2008 do 29 marca 2009. W 2010 ukazał się pełnometrażowy film.

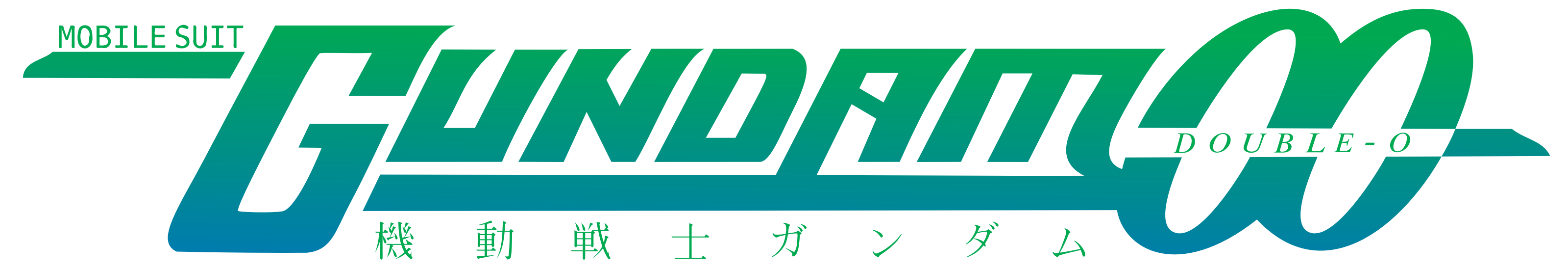
Logo serii anime Mobile Suit Gundam 00 (Kidō Senshi Gandamu Daburu Ō).

Anime zostało wyreżyserowane przez Seijiego Mizushimę, scenariusz napisał Yōsuke Kuroda, a kreacją postaci zajęła się Yun Kōga. Jako pierwsze z serii zostało stworzone i wyemitowane w HD.
Fabuła serialu obraca się wokół prywatnej organizacji militarnej zwanej Celestial Being. Jej członkowie przy pomocy niezwykle silnych i wytrzymałych mobili zwanych Gundamami chcą zlikwidować wszelkie konflikty zbrojne na Ziemi.

## Główni bohaterowie

### Gundam Meisters
Gundam Meisters są to ludzie wybierani przez komputer kwantowy VEDA do bycia pilotami Gundamów. Każdy z nich posiada pseudonim.
Setsuna F. Seiei (jap. 刹那・F・セイエイ Setsuna Efu Seiei)
Seiyū: Mamoru Miyano 
- Prawdziwe nazwisko: Soran Ibrahim
- Wiek: 16, 21 (drugi sezon), 23 (film)
- Wzrost: 162 cm
- Data urodzenia: 7 kwietnia 2291
- Miejsce urodzenia: Republika Krugis
- Mobil: GN-001 Gundam Exia, GN-0000 00 Gundam (drugi sezon), GNT-0000 00 Qan[T] (Film)

W wieku 14 lat dzięki swoim niezwykłym zdolnościom pilotażu został zwerbowany przez Celestial Being. Obecnie pilotuje Gundama Exię. Podczas czasu wolnego, gdy nie służy w organizacji, mieszka w Japonii.
Lockon Stratos (jap. ロックオン・ストラトス Rokkuon Sutoratosu)
Neil Dylandy (jap. ニール・ディランディ Nīru Dirandi)
Seiyū: Shin’ichirō Miki 
- Wiek: 24
- Wzrost: 185cm
- Data urodzenia: 3 marca 2283 – 2307
- Miejsce urodzenia: Irlandia
- Mobil: GN-002 Gundam Dynames

Neil zdecydował się dołączyć do Celestial Being po tym jak stracił rodziców i siostrę w zamachu terrorystycznym w Irlandii. Ma brata bliźniaka, Lyle'a.
Lyle Dylandy (jap. ライル・ディランディ Rairu Dirandi)
Seiyū: Shin’ichirō Miki 
- Wiek: 29 (drugi sezon), 31 (film)
- Wzrost: 185cm
- Data urodzenia: 3 marca 2283
- Miejsce urodzenia: Irlandia
- Mobil: GN-006 Cherudim Gundam, GN-010 Gundam Zabanya (Film)

Lyle wstąpił do Celestial Being jako Gundam Meister zastępując swojego brata bliźniaka Neila.
Allelujah Haptism (jap. アレルヤ・ハプティズム Areruya Haputizumu)
Seiyū: Hiroyuki Yoshino 
- Prawdziwe nazwisko: Nieznane (Obiekt doświadczalny E-57)
- Wiek: 19 (odcinki 1–11), 20 (odcinki 11–25), 24 (drugi sezon), 26 (film)
- Wzrost: 186 cm
- Data urodzenia: 27 lutego 2288
- Mobil: GN-003 Gundam Kyrios, GN-007 Arios Gundam (drugi sezon), GN-011 Gundam Harute (Film)

Allelujah dzieciństwo spędził jako sierota w Human Reform League. Jest cichy i spokojny. Jego lewe oko jest szare, a prawe jest złote. Allelujah posiada również swoje szalone alter-ego Hallelujah, które powstało wskutek badań nad Allelujah w Instytucie Super Ludzi. Allelujah zawdzięcza swoje imię Marie Parfacy, miłości Allelujah, która jest Super Żołnierzem.
Tieria Erde (jap. ティエリア・アーデ Tieria Āde)
Seiyū: Hiroshi Kamiya 
- Prawdziwe nazwisko: Nieznane
- Wiek: nieznany
- Wzrost: 177 cm
- Data urodzenia: nieznana
- Mobil: GN-005 Gundam Virtue, GN-004 Gundam Nadleeh, GN-008 Seravee Gundam (drugi sezon), GN-009 Seraphim Gundam (drugi sezon), CB-002 Raphael Gundam (Film)

Tieria jest jednym z grupy tzw. Innowatorów – istot, które mają poprowadzić ludzkość przez wielkie reformy i umożliwić im zaludnienie kosmosu. Tieria ma również siostrę bliźniaczkę, z którą dzieli swoje DNA – jest to Regene Regetta (także Innowator).

### ZałogaPtolemeusza
Sumeragi Lee Noriega (jap. スメラギ・李・ノリエガ Sumeragi Ri Noriega)
Seiyū: Yōko Honna 
- Prawdziwe imię: Leesa Kujo
- Wiek: 26, (w drugim sezonie 31)

Strateg Ptolemeusza, flagowego statku Celestial Being. Nie jest kapitanem statku, lecz poprzez posiadanie najwyższego stopnia wśród oficerów jest głównodowodzącą. Jej podstawowym zadaniem jest układanie taktyki działań dla pilotów Gundamów. Jej przewidywania co do przebiegu sytuacji są prawie zawsze bardzo trafne. Ma słabość do alkoholu, czasem pije go nawet w środku akcji. Często przypomina sobie o wielkim błędzie, który popełniła podczas jednej z dawniejszych wojen. Pomiędzy akcją dziejącą się w S1 i S2 mieszka u Billy’ego Katagiriego, który jest mechanikiem w Unii. Jej były narzeczony Emilio zmarł podczas jednej z walk.

## Muzyka

### Sezon 1
Opening
1. „DAYBREAK'S BELL”, L’Arc~en~Ciel (odc. 1-13)
2. „Ash Like Snow”, the brilliant green (odc 14-25)

Ending
1. „Wana” (jap. 罠), THE BACK HORN (odc. 1-13)
2. „Friends”, Stephanie (odc. 14-24)
3. „DAYBREAK'S BELL”, L’Arc~en~Ciel (odc. 25)

Insert song
1. „LOVE TODAY” by Taja (ep 19)

### Sezon 2
Opening
1. „Hakanaku mo Towa no Kanashi” (jap. 儚くも永久のカナシ), UVERworld (odc. 2-13)
2. „Namida no Mukou (泪のムコウ; Across from the Tears)”, Stereopony (odc. 14-25)

Ending
1. „Hakanaku mo Towa no Kanashi (jap. 儚くも永久のカナシ), UVERworld (odc. 1)
2. „Prototype”, Chiaki Ishikawa (odc. 2-13)
3. „TOMORROW”, Ayumi Tsunematsu (odc. 14)
4. „trust you”, Yuna Itō (odc. 15-24)
5. „DAYBREAK'S BELL”, L’Arc~en~Ciel (odc. 25)

Insert song
1. „Unlimited Sky”, Tommy heavenly6 (odc. 7)

### OVA
Ending
1. „I (ai)”, Mille Face
2. „Core”, Mille Face
3. „Refrain”, Mille Face

### Film
Opening
- „Tozasareta Sekai” (jap. 閉ざされた世界), THE BACK HORN

Ending
- „Qualia” (jap. クオリア), UVERworld

Insert song
- „Mō Nani mo Kowakunai, Kowaku wa Nai” (jap. もう何も怖くない、怖くはない), Chiaki Ishikawa